# Bianca (måne)
 For alternative betydninger, se Bianca. (Se også artikler, som begynder med Bianca)
Bianca er en af planeten Uranus' måner: Den blev opdaget den 23. januar 1986 ud fra billeder fra rumsonden Voyager 2, og fik lige efter opdagelsen den midlertidige betegnelse S/1986 U 9. Senere har den Internationale Astronomiske Union vedtaget at opkalde den efter Bianca fra William Shakespeares skuespil Trold kan tæmmes (The Taming of the Shrew). Bianca kendes desuden også under betegnelsen Uranus VIII (VIII er romertallet for 8).
Ud over omløbsbanen og størrelsen ved man ikke meget om Bianca.
Uranus-månen Bianca må ikke forveksles med småplaneten 218 Bianca.